# Bahía de Eupatoria
La bahía de Eupatoria (en ruso: Евпаторийская бухта, en ucraniano: Євпаторійська бухта, en tártaro de Crimea: Kezlev körfezi, Кезлев корьфези), es una bahía de Ucrania en el mar Negro situada en la costa oeste de la península de Crimea. En la bahía se encuentra la ciudad costera de Eupatoria donde además está localizado el Puerto comercial de Eupatoria.